# پائولا پاتون
پائولا مکسین پاتون (به انگلیسی: Paula Maxine Patton) (زادهٔ ۵ دسامبر ۱۹۷۵)، بازیگر آمریکایی است.
او برای اولین بار در فیلم کمدی هیچ در سال ۲۰۰۵ جلوی دوربین رفت و از آن زمان تا به حال در فیلم‌هایی همچون دژا وو، گرانبها، مأموریت غیرممکن: پروتکل شبح، ۲ اسلحه و وارکرفت ایفای نقش کرده است.

## فیلم‌شناسی
فهرست برخی از فیلم‌هایی که پائولا پاتون در آن‌ها به ایفای نقش پرداخته است:
| نام فیلم                    | سال  | نقش          |
| --------------------------- | ---- | ------------ |
| هیچ                         | ۲۰۰۵ | مندی         |
| لندن                        | ۲۰۰۵ | الکس         |
| آیدل‌وایلد                   | ۲۰۰۶ | سیندی        |
| دژا وو                      | ۲۰۰۶ | کلر          |
| آینه‌ها                      | ۲۰۰۸ | ایمی کارسون  |
| رأی‌دهندگان مردد             | ۲۰۰۸ | کیت مدیسون   |
| گرانبها                     | ۲۰۰۸ | خانم بلو رین |
| مأموریت غیرممکن: پروتکل شبح | ۲۰۱۱ | جین کارتر    |
| دیسکانکت                    | ۲۰۱۲ | سیندی هال    |
| ۲ اسلحه                     | ۲۰۱۳ | دب           |
| دو اور                      | ۲۰۱۶ | هدر          |
| وارکرفت                     | ۲۰۱۶ | گارونا       |
| sacrifice (فیلم)            | ۲۰۱۹ |              |
| چهار بچه و اون              | ۲۰۲۰ |              |